# Tour méditerranéen 2008
Le Tour méditerranéen 2008 a eu lieu du 13 au 17 février 2008 en France et en Italie. Il s'agissait de la 35e édition. La victoire finale a été remportée par le Russe Alexandre Botcharov.

## Les étapes
| Étape | Date       | Villes étapes            | km    | Vainqueur d'étape   | Leader du classement général |
| ----- | ---------- | ------------------------ | ----- | ------------------- | ---------------------------- |
| 1     | 13 février | La Crau - Hyères         | 109,5 | Thor Hushovd        | Thor Hushovd                 |
| 2     | 14 février | La Londe - La Garde      | 119   | Jimmy Casper        | Thor Hushovd                 |
| 3     | 15 février | Rousset - Toulon         | 100   | Alexandre Botcharov | Alexandre Botcharov          |
| 4     | 16 février | Saint-Cannat - Marignane | 155   | Leonardo Duque      | Alexandre Botcharov          |
| 5     | 17 février | Sauvian - Gruissan       | 117   | Sylvain Chavanel    | Alexandre Botcharov          |

## Classement général final
| Pos | Coureur              | Équipe                 | Pays    | Temps            |
| --- | -------------------- | ---------------------- | ------- | ---------------- |
| 1   | Alexandre Botcharov  | Crédit agricole        | Russie  | 14 h 17 min 58 s |
| 2   | David Moncoutié      | Cofidis                | France  | + 45 s           |
| 3   | Michael Albasini     | Liquigas               | Suisse  | + 1 min 08 s     |
| 4   | Rinaldo Nocentini    | AG2R La Mondiale       | Italie  | + 1 min 42 s     |
| 5   | Massimo Giunti       | Miche                  | Italie  | + 1 min 45 s     |
| 6   | Eduardo Gonzalo      | Agritubel              | Espagne | + 1 min 47 s     |
| 7   | Ricardo Serrano      | Tinkoff Credit Systems | Espagne | m.t.             |
| 8   | Leonardo Bertagnolli | Liquigas               | Italie  | + 2 min 00 s     |
| 9   | Amaël Moinard        | Cofidis                | France  | + 2 min 13 s     |
| 10  | Rémy Di Grégorio     | La Française des jeux  | France  | + 2 min 10 s     |